# Ayano Shibuki
Ayano Shibuki (em japonês:  渋木 綾乃; Nagano, 29 de março de 1941) é uma ex-jogadora de voleibol do Japão que competiu nos Jogos Olímpicos de 1964.
Em 1964, ela fez parte da equipe japonesa que conquistou a medalha de ouro no torneio olímpico, no qual atuou em uma partida.

## Ligações Externas
- «Perfil no Sports-Reference» (em inglês)
- Perfil no DatabaseOlympics.com (em inglês)